# Mesob

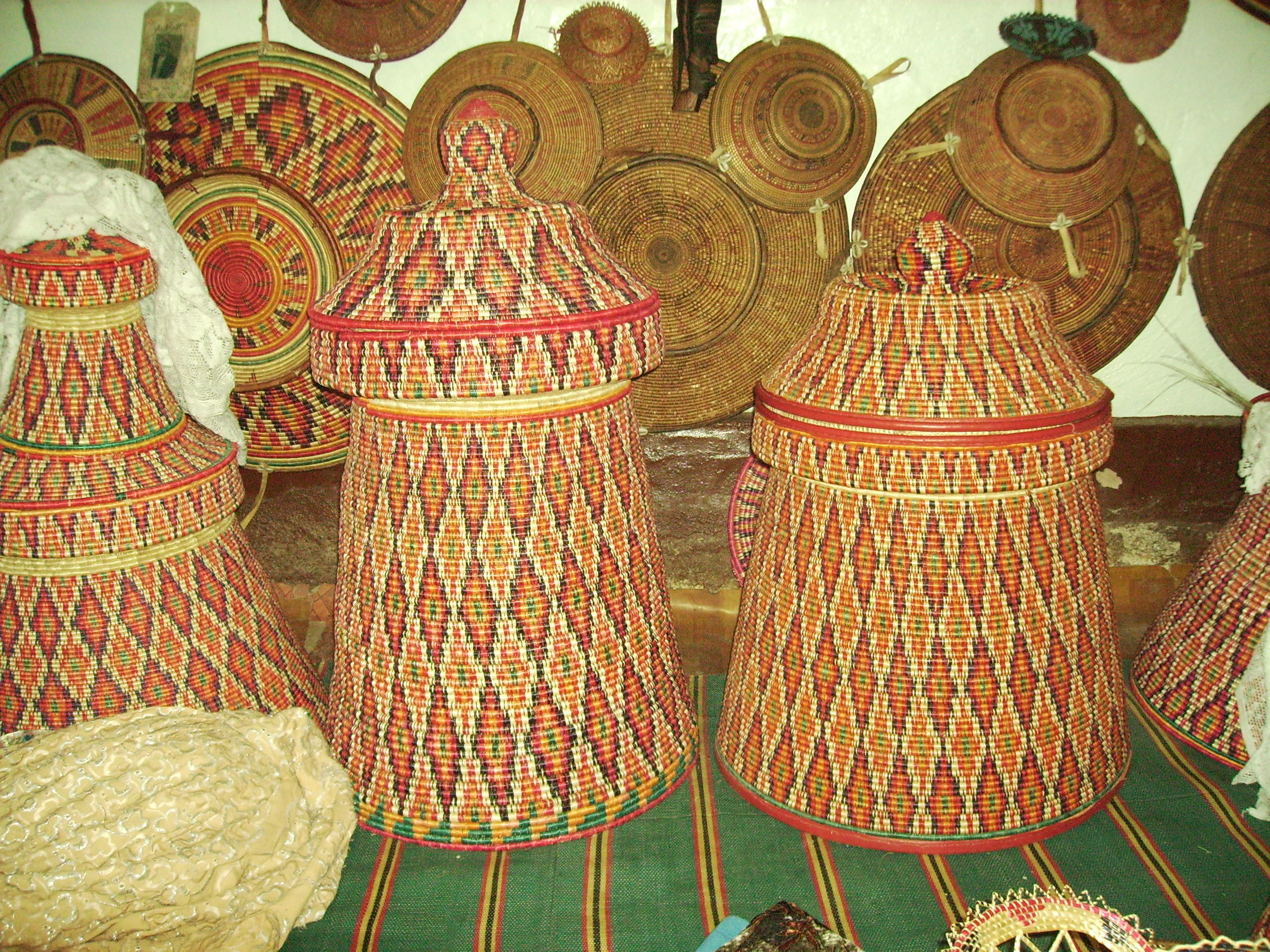
Mesobs originaux Hararis à Jegol

Mesob (Amharique, Harari : መሶብ) ou Harar Mesob est un panier Harari utilisé pour stocker l'injera, un pain plat éthiopien et érythréen,. Il est largement représenté comme un symbole culturel de l’Éthiopie, fabriqué à partir d’herbe et de fibres végétales cultivées localement et partiellement teintes d'une manière naturelle, connues pour leur résistance et leur durabilité, .

## Histoire

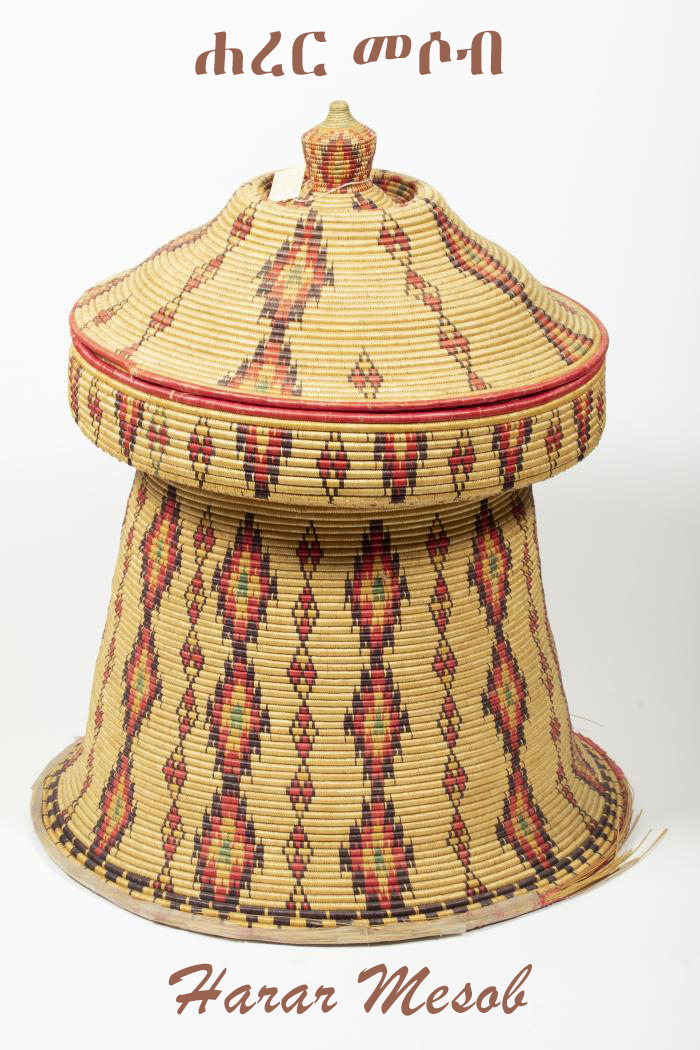
Ancien Mesob Harari

Sous une certaine forme, le Mesob a été identifié en Abyssinie dès le XVIe siècle, comme le rapporte l'explorateur portugais Francisco Álvares, mais le Mesob le plus important est d'origine Harari. Au milieu des années 1970, le peuple Amhara a commencé à faire appel aux artisans Harari (considérés comme maîtres de la vannerie en Éthiopie) pour développer un Mesob particulier qui incorporait des modèles abyssins et Harari. Cette variété dominerait les productions de Mesob en Éthiopie.

## Culture
Bien qu'ils soient généralement décrits comme éthiopiens, les paniers Mesob appartiennent à une plus grande tradition de la vannerie Harari. Le Mesob est utilisé lors des cérémonies de décès pour soutenir la famille de la personne décédée et est largement considéré comme une représentation symbolique de la culture éthiopienne. Le mesob de Harar est connu pour être un Mesob de qualité aux motifs très complexes et prisé. Aujourd'hui, il est très rare de trouver des mesobs Harari originaux, ayant laissé place à de nouveaux modèles éthiopiens plus simplifiés et de moins bonne qualité.